# Anarchist Black Cross

Traditionele symbool van het Anarchist Black Cross

Het Anarchist Black Cross (ABC) (vertaling: Anarchistisch Zwarte Kruis) is een anarchistisch politiek netwerk dat (politieke) gevangenen materiële en juridische bijstand verleent en hen politieke lectuur verstrekt. Anarchist Black Cross is een internationaal netwerk dat bestaat uit verschillende autonome groepen die waar mogelijk met elkaar samenwerken. Daarnaast bestaan er in sommige landen, zoals in de Verenigde Staten, koepelorganisaties.

## Positie
Het Anarchist Black Cross onderscheidt zichzelf van organisaties als Amnesty International die zich vooral inzetten voor "gewetensgevangen" - gevangenen, die omwille van hun politieke, religieuze, sociale of seksuele overtuiging en/of geaardheid vervolgd worden, en gevangengezet zijn, en die geen geweld hebben gebruikt. Amnesty weigert daarmee hulp en ondersteuning te geven aan mensen die worden beschuldigd van het gebruiken of aanzetten tot geweld. Het ABC netwerk geeft openlijk steun aan gevangenen, ook als zij ‘illegale’ activiteiten hebben gepleegd voor revolutionaire doeleinden die door anarchisten wel als legitiem ervaren.
Het ABC gelooft dat in een samenleving met andere politieke, sociale en economische omstandigheden, gevangenissen overbodig zullen worden. Om een beweging op te zetten die de huidige samenleving aanvalt, dient er volgens het ABC ook op gelet te worden dat die beweging verdedigd wordt. Zoals de meeste anarchisten gelooft het ABC dat gevangenissen geen nuttige functie vervullen (behalve in het belang van de heersende klasse) en dat deze afgeschaft dienen te worden, net als de staat. Speerpunten van de ABC zijn dan ook de ondersteuning van gevangenen, de afschaffing van het gevangenissysteem en van de samenleving die de gevangenissen creëert. Daarnaast wordt er door hun belang gehecht aan een direct verzet om een klasseloze en stateloze samenleving te verwezenlijken. Hiervoor worden gevangenen in hun strijd om deze doelen te bereiken ondersteund. Of zij nu 'geweld' hebben gebruikt uit zelfverdediging, of gedurende een revolutionaire opstand of actie, doet hierbij voor de ABC niet ter zake.

## Geschiedenis

### Oprichting van het Anarchistisch Rode Kruis
Het Anarchist Black Cross begon als het Anarchistisch Rode Kruis, een splintergroep van het Politieke Rode Kruis dat de ondersteuning van gevangenen in het tsaristische Rusland organiseerde. Jarenlang is de oorsprong van de organisatie bediscussieerd maar recente documenten hebben het tijdsbestek verkleind. Volgens Rudolph Rocker, ooit de penningmeester van het Anarchistisch Rode Kruis in Londen, is de organisatie gesticht in Rusland ten tijde van de ‘hectische periode tussen 1900 en 1905’. Het meeste materiaal over de geschiedenis van het ABC duidt op deze periode als oorsprong van het netwerk. De organisatie werd belangrijker na de Revolutie van 1905 met een stijgend aantal anarchistische gevangenen in Rusland. Door de afwijzing van hulp aan de anarchistische politieke gevangenen door het Politieke Rode Kruis en andere ondersteuningsgroepen voor gevangenen, hebben Russische anarchisten en zij die in het buitenland in ballingschap zaten het Anarchistisch Rode Kruis opgericht voor de ondersteuning van hun gelijkgestemden in Russische gevangenissen. Elke tak van de organisatie was bekend bij de regio waarin zij opereerde (Latvia, Riga, Odessa etc.). Binnen een paar jaar verspreidde de organisatie zich via bannelingen over de Russische grenzen naar onder andere de Verenigde Staten en Engeland.
Tegen 1905 wordt de naam veranderd en laat men het ‘Rode Kruis’ uit de titel weg. In deze tijd nemen groepen andere namen als het ‘Chicago Aid Fund’, ‘Society to Aid Anarchist Prisoners in Russia’, ‘Joint Committee to Aid Revolutionaries Imprissoned in Russia’ etc. en uiteindelijk blijft de term ‘Anarchist Black Cross’ ofwel ‘Anarchistisch Zwarte Kruis’ over.
Volgens Harry Weinstein, een van de twee mensen die betrokken was bij het opzetten van de organisatie, begonnen de activiteiten van de organisatie na zijn arrestatie in juli of augustus 1906. Eenmaal vrijgelaten voorzagen Weinstein en anderen kleding aan naar Siberië verbannen anarchisten. Weinstein vertelde dat de organisatie brak met het originele Politieke Rode Kruis eind 1906 toen hij en andere anarchisten geen ondersteuning ontvingen ondanks de ruime donaties van de anarchistische gemeenschap. Weinstein bleef zich inzetten in Rusland tot zijn vertrek naar New York in mei 1907. Eenmaal daar heeft hij geholpen met het opzetten van het New York Anarchistisch Rode Kruis welke leden had als ‘Mother Earth’ redacteur Louise Berger.

### Anarchist Black Cross
In 1918 organiseerde Nestor Machno nieuwe afdelingen van de Anarchist Black Cross als toevoeging aan zijn anarchistisch ‘Revolutionair Insurrectionistisch Leger van Oekraïne’ ook wel bekend als de ‘Zwarte Garde’ in de regionen die zij controleerden in Oekraïne.
Het was in deze tijd dat de activiteiten van de organisatie verschoven van de ondersteuning van gevangenen naar medische eerste hulp en zelfverdediging. Met de constante aanvallen van de Kozakken, Witten en pogromisten en later ook het Rode Leger nam het Oekraïense Zwarte Kruis de unieke tweede rol op zich in het organiseren van stadsverdediging. Zij waren hiermee het eerste stedelijke leger in de Oekraïense geschiedenis. Als een stadsmilitie werkte het Oekraïense Zwarte Kruis aan de zijde van het anarchistische Zwarte Garde. Zij waren echter nooit een mobiel leger maar waren primair gevestigd in de omgeving van de stad. Leden droegen geen formele uniformen maar waren te identificeren aan hun overals van spijkerstof en opvallende armbanden.
Voor een periode werd het Anarchist Black Cross door de Bolsjewistische overheid getolereerd in Moskou en Petrograd, al waren haar activiteiten in deze steden niet op grote schaal. De Tsjeka (Lenins geheime politie) infiltreerde met informanten in het Zwarte Kruis en rapporteerde regelmatig over de activiteiten en leidersfiguren binnen de organisatie. Buiten Moskou, Petrograd en de gebieden in Oekraïne die gecontroleerd werden door het Zwarte Garde was er een grote mate van repressie; anarchistische pamfletten en boeken werden geregeld in beslag genomen en zelfs medewerkers van Anarchist Black Cross werden slachtoffer van arrestatie en opsluiting.
Een aanslag met een granaat op een bijeenkomst van het Comité van de Bolsjewistische Partij in Moskou in september 1919 werd gebruikt als een aanleiding voor massa-arrestaties door heel Rusland door het Bolsjewistische Rode Leger en de Tsjeka.
Anarchistische militanten werden gearresteerd; zelfs de Zwarte Garde en hun generaal, Nestor Makhno, werden met een ‘ijzeren bezem’ vervolgd onder de orders van Leon Trotsky om zo Rusland te ontdoen van alle anarchisten. Het werd al snel duidelijk dat er een nieuwe organisatie moest worden opgezet voor de ondersteuning van gevangenen die vast zaten in de gevangenissen van de Bolsjewieken. In Moskou, Kharkov, Odessa en vele andere kleinere steden werden nieuwe afdelingen van Anarchist Black Cross en vergelijkbare organisaties opgericht met als primair doel anarchisten en andere linkse dissidenten te voorzien van voedsel. Het werk was erg lastig, zelfs op plekken waar voedsel wel voldoende voorhanden was, doordat het onderweg vaak in beslag werd genomen door Bolsjewistische troepen. In 1922 werden ook deze anarchistische ondersteuners in Moskou en Petrograd, waaronder Seny Fleshin en Mollie Steimer, gearresteerd door de GPU -de opvolger van de Tsjeka- op grond van het ‘ondersteunen van criminele elementen’ in overtreding van de ‘Sovjetcode voor staatsveiligheid’.

### De latere jaren
Tijdens de jaren 60 van de 20e eeuw werd in Groot-Brittannië de Anarchist Black Cross door Stuart Christie weer opgericht. Zij richtte zich op het geven van ondersteuning aan gevangenen onder het regime van Francisco Franco in Spanje. De reden hiervoor was Christies ervaring met het fascistische gevangenisregime en het belang van het ontvangen van voedselpakketten. Op dat moment waren er geen internationale groepen actief voor Spaanse anarchistische en verzetsgevangenen. De eerste actie van de heropgerichte ABC-groep was het buiten Spanje krijgen van Miguel Garcia, die Christie ontmoette in de gevangenis. Hij werkte verder als het internationale secretariaat van de groep voor de vrijlating van anderen.
De organisatie bleef groeien en verspreidde zich door Europa en Noord-Amerika. In 1995 gingen groepen van het ABC-netwerk in de VS samen in de federatie ‘Anarchist Black Cross Federation’. Terwijl ze andere groepen probeerden op te starten waren ze niet in staat om steun voor de lange termijn te behouden. Rond 2001 werd er een nieuwe organisatie opgericht: het ‘Anarchist Black Cross Network’. Zij profileren zichzelf als een alternatief voor de ABC-Federation. Het conflict dat tussen deze twee groepen is ontstaan is beslecht op de 'Break the Chains'-conventie en sindsdien proberen de twee groepen samen te werken.